# 1083 Salvia
1083 Salvia este un asteroid din centura principală, descoperit pe 26 ianuarie 1928, de Karl Reinmuth.